# اویی (ژنرال)
ژنرال اویی (کره‌ای: 오이; هانجا: 烏伊)، یکی از یاران جومونگ و فرمانده ارشد ارتش گوگوریو بود و در تأسیس امپراتوری گوگوریو نقش بسیار پر رنگی داشت و کمک شایانی به امپراتور جومونگ کرد.

## زندگی
او در سال ۵۹ پیش از میلاد و در یکی از روستاهای کشور بویو به دنیا آمد. او به علت فقر ابتدا به راهزنی مشغول بود ولی زمانی که با شاهزاده جومونگ آشنا شد، راه و روش زندگی اش را تغییر داد و به همراه دوستانش یعنی ماری و هیوبو تبدیل به برادران قسم خوردهٔ جومونگ شد. او در سال ۳۷ پیش از میلاد به همراه جومونگ، گوگوریو را تأسیس کردند. بعد از مرگ امپراتور جومونگ در سال ۱۹ پیش از میلاد، اکثر یاران جومونگ از جانشین او یعنی امپراتور یوریمیونگ جدا شدند و او را ترک کردند اما اویی از محدود افرادی بود که تا آخرین لحظهٔ عمرش به یوری وفادار ماند.
در سال ۱۴ پیش از میلاد، جنگی میان گوگوریو و قبیله یانگ‌مک که تحت سلطه دودمان هان بود رخ داد و اویی در همین جنگ کشته شد.
در طول سلطنت امپراتور یوریمیونگ، او به عنوان شخصیتی ارزیابی می‌شود که با رهبری ارتشی متشکل از ۲۰٫۰۰۰ نفر به همراه ماری و فتح دولت یانگمک و سپس حمله به شهرستان‌های مختلف، نقش مهمی در پایه‌گذاری بنیان‌های اولیه گوگوریو ایفا کرد.

## تصویرسازی مدرن
- توسط «یو هومین» درمجموعه تلویزیونی «افسانه جومونگ»، ام‌بی‌سی درسال ۲۰۰۶–۲۰۰۷ به تصویر کشیده شد.